# Issoria prima
Issoria prima är en fjärilsart som beskrevs av Obraztsov 1936. Issoria prima ingår i släktet Issoria och familjen praktfjärilar. Inga underarter finns listade i Catalogue of Life.